# Charles Didier
Charles Didier (15. září 1805, Ženeva – 7. března 1864, Paříž) byl švýcarský básník a spisovatel působící ve Francii.

## Životopis
Charles Didier studoval v Ženevě, kde také publikoval své dvě první sbírky básní La Harpe helvétique (1825) a Mélodies helvétiques (1825). V roce 1827 odcestoval do Itálie, kde pracoval jako vychovatel. Měl zde milostný vztah s Hortensií Allartovou.
Procestoval i Sicílii. Po návratu v roce 1830 se odstěhoval do Paříže, kde byl, stejně jako Michel de Bourges a herec Bocage, milencem George Sandové.
Po dlouhém utrpení na konci svého života spáchal sebevraždu.

## Dílo
- Rome souterraine (1833)
- Chavornay (1838)
- Les amours d'Italie (1859)
- Caroline en Sicile (1844-45)
- Campagne de Rome (1842).

Také psal reportáže pro Revue encyclopédique a Revue des Deux Mondes.